# Stadtkreis Mamonowo
Der Stadtkreis Mamonowo (administrativ-territorial: russisch Город областного значения Мамоново (Stadt von Oblastbedeutung Mamonowo), „munizipal“: russisch Мамоновский городской округ (Stadtkreis Mamonowo)) ist eine Verwaltungseinheit in der russischen Oblast Kaliningrad. Sein Verwaltungssitz ist die Stadt Mamonowo (Heiligenbeil).
Der Stadtkreis liegt im Südwesten der Oblast am Frischen Haff. Südlich grenzt er an den polnischen Powiat Braniewo, im Osten und Norden an den Rajon Bagrationowsk.

## Orte
Der Stadtkreis besteht aus der Stadt Mamonowo und vier weiteren Siedlungen.
| Ortsname                        | deutscher Name                    |
| ------------------------------- | --------------------------------- |
| Stadt:                          |                                   |
| Mamonowo (Мамоново)             | Heiligenbeil                      |
| Siedlungen:                     |                                   |
| Bogdanowka (Богдановка)         | Gnadenthal und Jürkendorf         |
| Lipowka (Липовка)               | Gallingen, Grünwalde und Rosocken |
| Selenodolskoje (Зеленодольское) | Preußisch Bahnau                  |
| Wawilowo (Вавилово)             | Bregden                           |

## Geschichte
Auf dem Territorium des Rajon Bagrationowsk wurde im Jahr 1997 die kommunale Selbstverwaltungseinheit Stadt Mamonowo (ru. Город Мамоново, Gorod Mamonowo) eingerichtet. Im Jahr 2004 bekam diese Verwaltungseinheit den Status eines Stadtkreises (ru. Мамоновский городской округ, Mamonowski gorodskoi okrug). Im Jahr 2010 wurde der Stadtkreis Mamonowo auch administrativ-territorial etabliert.

### Einwohnerentwicklung
| Jahr | Einwohner |
| ---- | --------- |
| 2010 | 7.957     |
| 2021 | 8.527     |

### Funktionsträger

#### Vorsitzende
- (1996–)2000: Wladimir Fjodorowitsch Komarow (Владимир Фёдорович Комаров)
- 2000–2006: Nikolai Fjodorowitsch Laschko (Николай Фёдорович Ляшко)
- 2006–2010: Oleg Wassiljewitsch Schlyk (Олег Васильевич Шлык)
- 2011–2015: Alexei Sergejewitsch Saliwatski (Алексей Сергеевич Заливатский)
- 2015–2016: Chawasch Bijsultanowitsch Chaschijew (Хаваж Бийсултанович Хашиев)
- 2016–2021: Alexandr Petrowitsch Lawrow (Александр Петрович Лавров)
- seit 2021: Stanislaw Jurjewitsch Kim (Станислав Юрьевич Ким)

#### Verwaltungschefs
- 2015–2016: Sergei Petrowitsch Grosdinski (Сергей Петрович Гвоздинский) (i. V.)
- 2016–2018: Oleg Wassiljewitsch Schlyk (Олег Васильевич Шлык)
- seit 2018: Andrei Wladimirowitsch Semikow (Андрей Владимирович Семиков)